# Purussaurus
Purussaurus is een geslacht van uitgestorven krokodilachtigen dat tijdens het Mioceen leefde in Zuid-Amerika.

## Vondst en naamgeving
In 1892 benoemde de Braziliaanse botanicus João Barbosa-Rodrigues op basis van vondsten gedaan bij de rivier de Purus in het Amazonegebied, de typesoort Purussaurus brasiliensis. Het holotype zou later verloren gaan. Verschillende latere exemplaren uit Brazilië zijn echter aan de soort toegewezen. De vondsten komen uit lagen van de Solimõesformatie die dateren uit het Mioceen en ongeveer negen tot zeven miljoen jaar oud is.
In 1921 benoemde Charles Craig Mook op basis van een vervormd stuk onderkaak uit het Amazonegebied Brachygnathosuchus braziliensis. In 1924 voegde baron Franz Nopcsa deze vorm samen met Purussaurus. In 1941 benoemde Mook op basis van specimen USNM 10889, een onderkaak, een bovenkaaksbeen, zes wervels en ribben in 1920 gevonden op de fossielenvindplaats La Venta bij Neiva in de Villavieja-formatie van Colombia, Dinosuchus neivensis. Aan deze soort werden nog een twee completere exemplaren toegewezen, het juveniele INGEOMINAS DHL-45 en UCMP 39704. In 1965 stelde Wann Langston jr. dat de typesoort van Dinosuchus Gervais 1876, Dinosuchus terror, een ongeldige nomen vanum was. Hij combineerde daarom een Caiman neivensis. Ook het andere materiaal werd in het midden van de twintigste eeuw meestal bij het geslacht Caiman ondergebracht. In 1989 echter deed Jean Bocquentin-Villanueva het geslacht Purussaurus herleven met twee soorten: P. brasiliensis en P. neivensis. In 2006 benoemde Orangel Aguilera op basis van holotype UNEFM-CIAAP-1369 in 1987 door Bocquentin-Villanueva gevonden bij El Hatillo in de ongeveer negen miljoen jaar oude Urumacoformatie van Venezuela een derde soort: Purussaurus mirandai, waarvan de soortaanduiding de vrijheidsstrijder Francisco de Miranda eert. Dit holotype bestaat uit een schedel met onderkaken, een dijbeen en een zitbeen. Als paratypen zijn aangewezen: AMU-CURS-135, een schedel met onderkaken gevonden bij El Hatillo; MCC URU-115-72V, een praemaxilla en bovenkaaksbeen gevonden bij El Picache; MCCURU-157-72V, een stuk voorste onderkaak gevonden bij Tío Gregorio; en UNEFM-CIAAP-1445, een rechteronderkaak afkomstig van El Hatillo. In 2013 werden tanden van cf. Purussaurus uit de Culebra-formatie in Panama beschreven.

## Beschrijving

### Grootte en algemene bouw

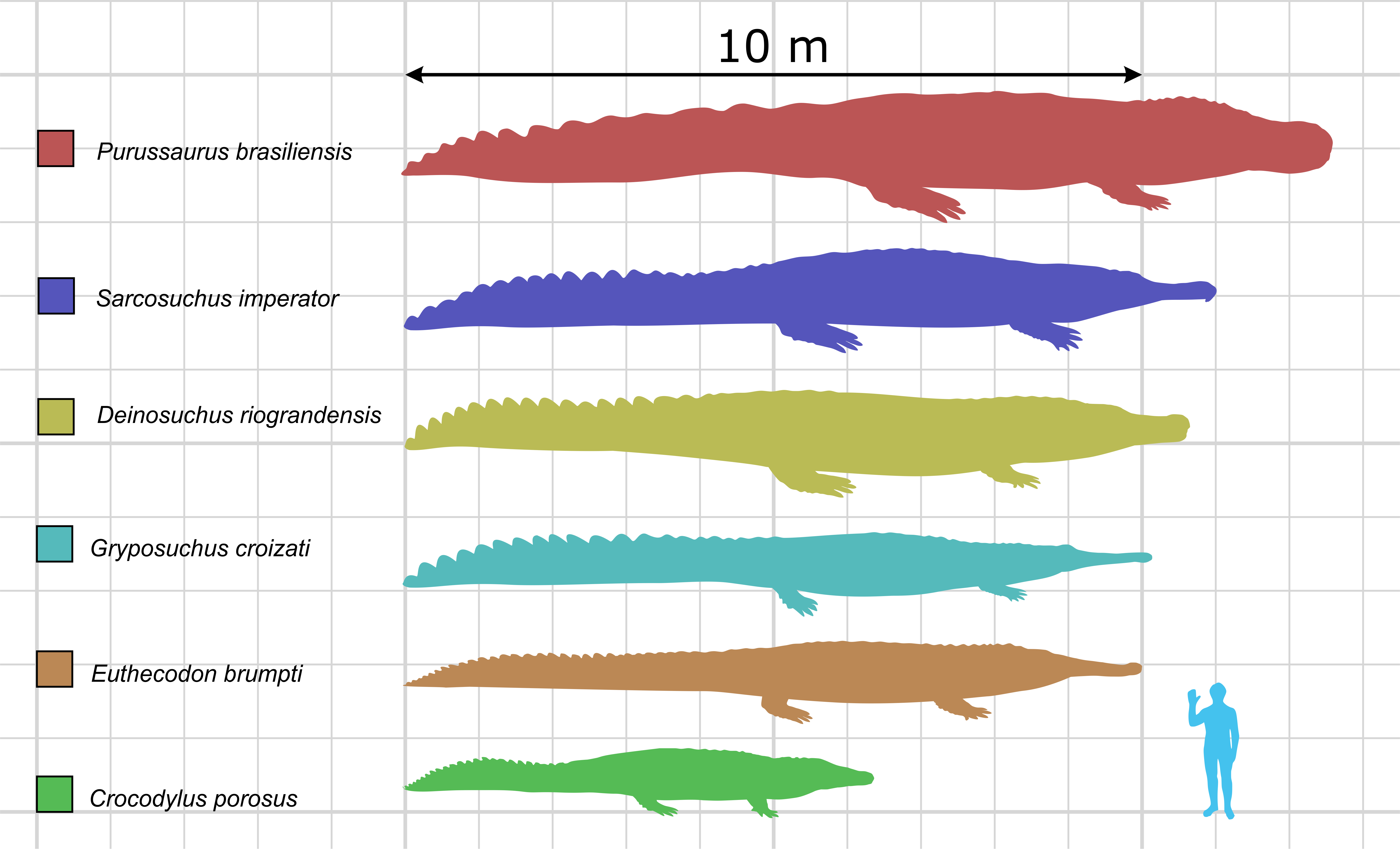
Een vergelijking in grootte tussen Purussaurus brasiliensis in het rood en andere reusachtige Crocodyliformes

Purussaurus behoort tot de grootste bekende krokodilachtigen. Van P. brasiliensis is een schedel bekend van specimen UFAF 1403, met een lengte van honderdveertig centimeter hetgeen wijst op een lichaamslengte van elf tot dertien meter. Bij het holotype van P. mirandai is de schedel 126 centimeter lang. De schedel van UCMP 39704 heeft een basislengte van 857 millimeter. In 2015 werd de lengte van een volwassen P. brasiliensis geschat op 12,5 meter, het gewicht op 8,4 ton.
Bij P. brasiliensis en P. mirandai is de kop massief gebouwd, hoog en breed met een vrij stompe snuit. De schedel van P. neivensis is wat meer langwerpig en spitser, een reden voor Mook om een identiteit met Purussaurus te ontkennen. Bij alligatoriden zijn de premaxillaire tanden in de snuit en de dentaire tanden op het samengroeiingsvlak van de onderkaken verlengd; bij Purussaurus is dat extra sterk het geval, een aanpassing om grotere landdieren te pakken.

### Onderscheidende kenmerken
Volgens Aguilera kenmerkt het geslacht Purussaurus zich als een groep reusachtige alligatoriden met een vergrote en brede schedel. De punt van de snuit is afgerond en getekend door een ruw netvormig patroon van richels en putjes. Het externe neusgat is lang en breed, gelegen in een uitholling die omgeven wordt door een richel, de canthus rostralis, die zich naar achteren voorzet tot aan het raakpunt van het prefrontale en het voorhoofdsbeen. Het foramen incisivum, een ovale opening in het verhemelte vlak achter de voorste tanden, wordt volledig omvat door de interne delen van de praemaxillae, de voorste snuitbotten. Het neusbeen raakt het traanbeen niet. Het traanbeen en het voorhoofdsbeen worden gescheiden door het prefrontale. Het bovenste slaapvenster is groot. Het squamosum is hoog en strekt zich ver naar achteren uit. De bovenrand van het achterhoofd gevormd door het squamosum en het supraoccipitale, is sterk uitgehold.
Aguilera stelde ook kenmerken vast waarin P. mirandai zich onderscheidt. De grote schedel van deze soort is langwerpig en veel platter dan bij P. brasiliensis en P. neivensis. Boven op de snuit bevindt zich op de middenlijn een uitholling en die is veel breder dan bij de andere twee soorten. De uitholling van het neusgat beslaat zes tienden van de snuitlengte. De praemaxillae en de bovenkaaksbeenderen hebben een V-vormig raakvlak met de punt naar achteren gericht; de praemaxillae zelf reiken daarbij naar achteren tot het niveau van de vierde maxillaire tand en brede beennaad op het verhemelte tot het niveau van de vijfde maxillaire tand. Op de bovenkant omvatten de praemaxillae de hele diepte van de uitholling van het neusgat. Tussen de praemaxillae bevindt zich een lang foramen incisivum waarvan de voorste punt op het niveau ligt van de groeve in het verhemelte voor de eerste onderkaakstand; bij P. brasiliensis en P. neivensis reikt deze opening meer naar voren toe. Het traanbeen en het prefrontale zijn langwerpig en ongeveer even lang. De achterrand van het bovenste achterhoofd is recht; bij de andere twee soorten afgerond. De achterhoofdsknobbel, de condylus occipitalis die het contact vormt met de nek, is veel omvangrijker dan bij P. brasiliensis en P. neivensis. De tandformule is 5|14:21 dus het gebit bestaat uit vijf premaxillaire, veertien maxillaire en eenentwintig dentaire tanden per zijde voor een totaal van tachtig.
De bovenstaande diagnoses zijn algemene typeringen, geen lijsten van strikt unieke afgeleide eigenschappen. Aguilera stelde vijf eenduidige kenmerken vast die P. neivensis en P. mirandai deelden, hun synapomorfieën. Het uitsteeksel op het eind van het articulare steekt recht naar achteren, niet schuin omhoog. Vóór dit uitsteeksel is het surangulare toegeknepen. Het venster in de buitenzijde van de onderkaak is groot, zodanig dat het foramen intermandibularis caudalis, een opening in de onderste binnenste zijwand van de onderkaak, van buitenaf zichtbaar is. Op het achterhoofd is het supraoccipitale groot maar dringt niet de wandbeenderen van de achterrand van het schedeldak. Het bovenste slaapvenster is omgeven door een uitholling. Daarnaast zijn er nog vijf mogelijke synapomorfieën in de vorm van eigenschappen die wel uniek zijn voor Purussaurus maar waarvan niet kan worden vastgesteld of ze bij beide soorten voorkomen. De draaier heeft een uitsteeksel op de zijkant. De kam op het schouderblad voor de aanhechting van de Musculus deltoides is zeer wijd met een brede rand. De kam boven het heupgewricht is breed. Het spleniale bezit een voorste opening voor de tak van de vijfde hersenzenuw die naar de onderkaak gaat. De beennaad tussen het voorhoofdsbeen en het wandbeen is bovenop overdwars hol, aan de onderzijde bol.
Aguilera stelde ook vijf unieke eigenschappen van alleen P. mirandai vast, de autapomorfieën van die soort. De uitholling van het bovenste slaapvenster is ondiep bij de voorste binnenhoek. Het traanbeen en het prefrontale zijn langwerpig en bijna van dezelfde lengte. De canthus rostralis is sterk uitstekend. Bij het volwassen dier reikt het ectopterygoïde tot aan de buitenste vleugel van het pterygoïde. Het foramen incisivum reikt tot aan de premaxillaire tandenrij.

## Fylogenie
Purussaurus is een lid van de Alligatoridae en daarbinnen van de Caimaninae. Volgens een kladistische analyse van Aguilera uit 2006 is het geslacht Purussaurus monofyletisch: de soorten ervan zijn nauwer aan elkaar verwant dan aan enige andere soort. Ze vormen dus een klade en die zou het zustertaxon zijn van de Nettosuchidae, dat wil zeggen: de klade gevormd door Orthogenysuchus en Mourasuchus. Aguilera concludeerde dat P. brasiliensis en P. mirandai nauwer aan elkaar verwant waren dan aan P. neivensis.

## Levenswijze
Volgens de Britse paleontoloog Darren Naish was Purussaurus gezien zijn grootte en enorme schedel vrijwel zeker een zuivere waterbewoner. Behalve grotere prooien kan hij ook vissen, waterschildpadden en kleinere krokodilachtigen gegrepen hebben. Van de verwante Nettosuchidae is wel vermoed dat ze ook planten aten, net als moderne kaaimannen soms doen. De ietwat stompe tanden zouden geschikt zijn voor een dergelijke aanvulling op het dieet. De functie van de enorme neusgaten is onduidelijk; misschien dienden ze om extra harde snuivende geluiden te maken, waarmee krokodilachtigen vaak onderling communiceren. Een andere suggestie is dat ze simpelweg de schedel versterkten voor een grotere bijtkracht.
Een studie uit 2015 concludeerde dat P. brasiliensis een apexpredator was die tussen de 21,6 en 59,5 kilogram vlees at. De bijtkracht zou 69.000 newton geweest zijn. De enorme kaken zouden het dier in staat gesteld hebben prooi zwaarder dan één ton te grijpen. De stevige tanden zouden een forse worsteling mogelijk gemaakt hebben. Mogelijke prooien in de formatie aangetroffen waren de reusachtige schildpad Stupendemys, grote Caviomorpha en Rodentia tot zevenhonderd kilogram, alsmede Xenarthra en Notoungulata tot boven een ton.